# Rhamphomyia clypeata
Rhamphomyia clypeata är en tvåvingeart som beskrevs av Macquart 1834. Rhamphomyia clypeata ingår i släktet Rhamphomyia och familjen dansflugor. Inga underarter finns listade i Catalogue of Life.